# Saint-Août
Saint-Août és un municipi francès, situat al departament de l'Indre i a la regió de Centre – Vall del Loira. L'any 2007 tenia 843 habitants.

## Demografia

### Població
El 2007 la població de fet de Saint-Août era de 843 persones. Hi havia 368 famílies, de les quals 104 eren unipersonals (48 homes vivint sols i 56 dones vivint soles), 144 parelles sense fills, 104 parelles amb fills i 16 famílies monoparentals amb fills.
La població ha evolucionat segons el següent gràfic:
Habitants censats

### Habitatges
El 2007 hi havia 503 habitatges, 371 eren l'habitatge principal de la família, 53 eren segones residències i 79 estaven desocupats. 490 eren cases i 9 eren apartaments. Dels 371 habitatges principals, 269 estaven ocupats pels seus propietaris, 95 estaven llogats i ocupats pels llogaters i 7 estaven cedits a títol gratuït; 2 tenien una cambra, 25 en tenien dues, 77 en tenien tres, 130 en tenien quatre i 138 en tenien cinc o més. 267 habitatges disposaven pel capbaix d'una plaça de pàrquing. A 156 habitatges hi havia un automòbil i a 155 n'hi havia dos o més.

### Piràmide de població
La piràmide de població per edats i sexe el 2009 era:
| Homes | Edats   | Dones |
| ----- | ------- | ----- |
| 0     | 95 o +  | 0     |
| 4     | 90 a 94 | 0     |
| 0     | 85 a 89 | 8     |
| 0     | 80 a 84 | 12    |
| 16    | 75 a 79 | 24    |
| 32    | 70 a 74 | 36    |
| 16    | 65 a 69 | 48    |
| 36    | 60 a 64 | 20    |
| 8     | 55 a 59 | 12    |
| 16    | 50 a 54 | 16    |
| 52    | 45 a 49 | 36    |
| 24    | 40 a 44 | 28    |
| 32    | 35 a 39 | 16    |
| 28    | 30 a 34 | 28    |
| 24    | 25 a 29 | 28    |
| 28    | 20 a 24 | 8     |
| 24    | 15 a 19 | 32    |
| 16    | 10 a 14 | 20    |
| 8     | 5 a 9   | 16    |
| 20    | 0 a 4   | 12    |

## Economia
El 2007 la població en edat de treballar era de 500 persones, 381 eren actives i 119 eren inactives. De les 381 persones actives 332 estaven ocupades (187 homes i 145 dones) i 49 estaven aturades (15 homes i 34 dones). De les 119 persones inactives 44 estaven jubilades, 28 estaven estudiant i 47 estaven classificades com a «altres inactius».

### Ingressos
El 2009 a Saint-Août hi havia 386 unitats fiscals que integraven 864 persones, la mediana anual d'ingressos fiscals per persona era de 16.328 €.

### Activitats econòmiques
Dels 44 establiments que hi havia el 2007, 1 era d'una empresa alimentària, 1 d'una empresa de fabricació d'altres productes industrials, 11 d'empreses de construcció, 11 d'empreses de comerç i reparació d'automòbils, 2 d'empreses de transport, 5 d'empreses d'hostatgeria i restauració, 2 d'empreses financeres, 1 d'una empresa immobiliària, 4 d'empreses de serveis, 4 d'entitats de l'administració pública i 2 d'empreses classificades com a «altres activitats de serveis».
Dels 13 establiments de servei als particulars que hi havia el 2009, 1 era una oficina de correu, 1 una oficina bancària, 2 paletes, 1 fusteria, 2 lampisteries, 2 perruqueries i 4 restaurants.
Dels 5 establiments comercials que hi havia el 2009, 1 era una botiga de més de 120 m², 1 una botiga de menys de 120 m², 1 una fleca, 1 una sabateria i 1 una perfumeria.
L'any 2000 a Saint-Août hi havia 51 explotacions agrícoles que ocupaven un total de 3.168 hectàrees.

## Equipaments sanitaris i escolars
L'únic equipament sanitari que hi havia el 2009 era una farmàcia.
El 2009 hi havia una escola elemental.

## Poblacions més properes
El següent diagrama mostra les poblacions més properes.